# Jacek Chołoniewski
Jacek Chołoniewski (ur. 26 stycznia 1957 w Warszawie) – polski przedsiębiorca, niezależny publicysta i ekspert ekonomiczny, doktor nauk fizycznych.

## Życiorys
W 1975 roku ukończył XVIII Liceum Ogólnokształcące im. Jana Zamoyskiego w Warszawie, a następnie w 1980 roku Wydział Fizyki (kierunek astronomia) na Uniwersytecie Warszawskim, uzyskując stopień magistra astronomii. W 1986 roku uzyskał stopień doktora nauk fizycznych.
Pracował naukowo najpierw w Centrum Astronomicznym Polskiej Akademii Nauk (1980–1986), a następnie w Obserwatorium Astronomicznym Uniwersytetu Warszawskiego (1987–1999), specjalizując się w opracowywaniu nowych metod statystycznych do zagadnień astronomicznych. Jest autorem kilkunastu prac naukowych, opublikowanych w międzynarodowych czasopismach astronomicznych. Prowadził wykłady i ćwiczenia dla studentów Uniwersytetu Warszawskiego.
Od 1991 roku jest właścicielem firmy Estymator zajmującej się badaniami rynku i opinii, a także tworzeniem i eksploatacją serwisów internetowych. W latach 2003–2007 firma Estymator była jednym z dwóch podmiotów, obok Ośrodka Badań Wyborczych, tworzących Polską Grupę Badawczą (PGB), która wykonywała sondaże polityczne.
Jacek Chołoniewski jest twórcą i producentem pierwszego na polskim rynku, zgodnego z międzynarodowymi standardami programu do planowania kampanii reklamowych w prasie o nazwie „Precyzja”, dostępnego od 30 listopada 1995, który obliczał trzy podstawowe wskaźniki tych kampanii: Reach, Frequency i GRPs.
Jest autorem książki „Jak korzystnie kupić lub sprzedać mieszkanie – praktyczny poradnik” opublikowanej w 2011 roku. Przetłumaczył książkę „Ankietowanie pocztowe w badaniach marketingowych i socjologicznych” autorstwa Thomasa W. Mangione (ukazała się w 1999 roku nakładem Wydawnictwa Naukowego PWN). Jest współautorem książki „Banki, pieniądze, długi. Nieznana prawda o współczesnym systemie finansowym” (pozostali współautorzy: Paweł Górnik i Mateusz Siekierski), która została wydana w 2020 roku.
Jako niezależny dziennikarz opublikował w prasie kilkadziesiąt artykułów dotyczących następujących dziedzin: wyniki badań rynku i opinii publicznej, metodologia badań ankietowych, analiza polskiej sceny politycznej, badania czytelnictwa prasy i innych mediów, oprogramowanie do planowania kampanii reklamowych, system podatkowy, podatek VAT, ubezpieczenia społeczne, uproszczenie systemu podatkowego i składek na ubezpieczenia społeczne, finanse i bankowość. Występował też w mediach, między innymi kilkakrotnie jako ekspert w radiu TOK FM w programie „Ekonomia, Kapitał, Gospodarka” na zaproszenie redaktora Tadeusza Mosza (2010).
Jest autorem projektu reformy systemu podatków dochodowych i składek na ubezpieczenia społeczne opublikowanego w 2007 roku pod nazwą „Reforma Emerytalno – Podatkowa” (w skrócie REP). Projekt ten, który przewiduje radykalne uproszczenie tego systemu, był między innymi zaprezentowany na jednym z posiedzeń komisji sejmowej „Przyjazne Państwo” (6 lutego 2008).
Jest autorem projektu reformy systemu podatkowego, emerytalnego i finansowego państwa „Program Dla Polski” ogłoszonego 11 sierpnia 2015 roku.
W 1980 roku brał udział w zakładaniu Klubu Badmintona przy Uniwersytecie Warszawskim. Od 1984 roku był instruktorem w dziedzinie kultury fizycznej (specjalność badminton).